# Coiraïta
La coiraïta és un mineral de la classe dels sulfurs que pertany al grup de la franckeïta. Rep el nom per Beatriz Lidia Coira (nascuda el 1941), professora de petrologia a la Universitat de Jujuy, a l'Argentina, per les seves destacades investigacions sobre vulcanisme, geologia regional i la seva relació amb la formació de dipòsits de mineral a l'Argentina.

## Característiques
La coiraïta és una sulfosal de fórmula química (Pb,Sn)12.5Sn₅FeAs₃S28. Va ser aprovada com a espècie vàlida per l'Associació Mineralògica Internacional l'any 2005. Cristal·litza en el sistema monoclínic. La seva duresa a l'escala de Mohs és 2.
Segons la classificació de Nickel-Strunz, la coiraïta pertany a «02.HF: Sulfosals de l'arquetip SnS, amb SnS i unitats d'estructura de l'arquetip PbS» juntament amb els següents minerals: vrbaïta, cilindrita, franckeïta, incaïta, levyclaudita, potosiïta, abramovita i lengenbachita.
Els exemplars que van servir per a determinar l'espècie, el que es coneix com a material tipus, es troben conservats a la Universitat de Salzburg, a Àustria, amb els números de catàleg 14943-14946.

## Formació i jaciments
Va ser descoberta al dipòsit d'argent i estany de Pirquitas, situat al departament de Rinconada (Província de Jujuy, Argentina). També ha estat descrita a la mina Ánimas, a la localitat de Chocaya-Animas (Potosí, Bolívia). Aquests dos indrets són els únics de tot el planeta on ha estat descrita aquesta espècie mineral.